# BlackBerry Limited
BlackBerry Limited — канадська телекомунікаційна компанія, широко відома як виробник бізнес-смартфонів BlackBerry.
Штаб-квартира компанії знаходиться в місті Ватерлоо, провінція Онтаріо, Канада.

## Історія компанії
Компанія заснована 1984 року Майком Лазарідісом (студентом Університету Ватерлоо) як Research in Motion (RIM).
Спочатку компанія орієнтувалася на інженерні завдання. З 1988 року почала працювати головним чином над бездротовою передачею даних. Тоді компанія RIM співпрацювала з компаніями Ericsson і RAM Mobile Data, щоб використовувати технологію бездротової передачі даних у пейджингових мережах (послуга, популярна на той час). Помітним пристроєм став Inter@ctive pager 950, що конкурував з продукцією компанії Motorola, лідера галузі.
1997 року представлено перший пристрій під торговою маркою BlackBerry. Пристрій виглядав як пейджер з великим екраном, основною функцією було миттєве корпоративне спілкування.
2002 року випущений перший смартфон BlackBerry, який підтримував всі функції мобільного телефону, текстове введення, вебсерфінг, push e-mail й інші бездротові сервіси.
У серпні 2009 року журнал Fortune назвав RIM компанією, що найшвидше зростає у світі — зростання доходу становило 84 % за три роки, попри глобальну рецесію.
За десять років компанія продала 50 мільйонів смартфонів, що зробило BlackBerry другим за популярністю смартфоном у світі.
У червні 2010 року компанія RIM відзвітувала про продаж стомільйонного смартфона BlackBerry.
У США смартфони BlackBerry є лідерами ринку[джерело?], а загалом BlackBerry продаються в 175 країнах світу.

### Розвиток компанії
| Рік  | Продажі | Операційний прибуток ($ млн.) | Чистий прибуток |
| ---- | ------- | ----------------------------- | --------------- |
| 2002 | 294     | (58)                          | (28)            |
| 2003 | 307     | (64)                          | (149)           |
| 2004 | 595     | 78                            | 52              |
| 2005 | 1,350   | 386                           | 206             |
| 2006 | 2,066   | 617                           | 375             |
| 2007 | 3,037   | 807                           | 632             |
| 2008 | 6,009   | 1,731                         | 1,294           |
| 2009 | 11,065  | 2,722                         | 1,893           |
| 2010 | 14,953  | 3,507                         | 2,457           |
| 2011 | 19,907  | 4,739                         | 3,444           |

## Злиття та поглинання
12 квітня 2010 року компанія RIM уклала угоду з Harman International про придбання компанії QNX Software Systems — розробника операційної системи QNX.
25 серпня 2010 року компанія RIM повідомила про придбання компанії Cellmania — виробника софту, що дозволяє операторам зв'язку і програмістам поширювати програми через централізовані онлайн-майданчики, подібні App Store або Android Market.

## Присутність в Україні
2 травня 2011 року Research In Motion оголосила про намір придбати компанію ubitexx GmbH, яка заснована 2002 року і має штаб-квартиру у Мюнхені та центр розробки у Харкові. З 31 травня 2011 року RIM є повноцінним власником компанії.

## Виноски
1. ↑  Rip Empson (22 січня 2012). RIM Co-CEOs To Step Down; COO To Take The Reins. TechCrunch. AOL Inc. Архів оригіналу за 12 липня 2013. Процитовано 28 січня 2012.(англ.)
2. ↑  Магазин додатків BlackBerry App World відкрився для українських абонентів МТС (Пресреліз). ПрАТ «МТС Україна». 12 грудня 2011. Процитовано 21 січня 2012.[недоступне посилання]
3. ↑  Глеб Москаленко (11 травня 2011). RIM пытается вернуть упущенный российский рынок. Digit (Digit.ru). РИА Новости. Архів оригіналу за 12 липня 2013. Процитовано 21 січня 2012. [Архівовано 2014-09-22 у Wayback Machine.](рос.)
4. 1 2 3 4 5  BlackBerry Annual Report 2020 10-K
5. 1 2 3 4 5 6 7 8 9 10  Research In Motion Year-Over-Year Growth. Press Release. GuruFocus. 23 травня 2011. Архів оригіналу за 25 жовтня 2012. Процитовано 24 травня 2011.
6. ↑  Leena Rao (2 травня 2011). RIM Acquires Smartphone Security Software Developer Ubitexx. TechCrunch (techcrunch.com). AOL Inc. Архів оригіналу за 12 липня 2013. Процитовано 21 січня 2012.(англ.)
7. ↑  Phillip Redman; John Girard; Leif-Olof Wallin (13 квітня 2011). Vendor Strengths and Cautions (PDF). Magic Quadrant for Mobile Device Management Software. Gartner, Inc. с. 20 із 25. Архів оригіналу (PDF) за 12 липня 2013. Процитовано 21 січня 2012. [Архівовано 2012-09-15 у Wayback Machine.](англ.)
8. ↑  Ubitexx GmbH: Private Company Information. Bloomberg BusinessWeek (businessweek.com). Bloomberg L.P. 2011. Архів оригіналу за 12 липня 2013. Процитовано 21 січня 2012.